# Mykola Kremer
Mykola Kremer –en ucraniano, Микола Кремер– es un deportista ucraniano que compitió en piragüismo en la modalidad de aguas tranquilas. Ganó una medalla de bronce en el Campeonato Mundial de Piragüismo de 2006, en la prueba de K1 200 m, y dos medallas de bronce en el Campeonato Europeo de Piragüismo, en los años 2006 y 2009.

## Palmarés internacional
| Campeonato Mundial | Campeonato Mundial       | Campeonato Mundial | Campeonato Mundial |
| Año                | Lugar                    | Medalla            | Competición        |
| ------------------ | ------------------------ | ------------------ | ------------------ |
| 2006               | Szeged (Hungría)         | Medalla de bronce  | K1 200 m           |
| Campeonato Europeo |                          |                    |                    |
| Año                | Lugar                    | Medalla            | Competición        |
| 2006               | Račice (República Checa) | Medalla de bronce  | K1 200 m           |
| 2009               | Brandeburgo (Alemania)   | Medalla de bronce  | K2 200 m           |